# Trans-Europa Express
Trans-Europa Express este un album muzical din 1977 al trupei germane Kraftwerk. Acesta este albumul care a intrat în cele mai multe topuri muzicale din istoria trupei.
Sunetul Kraftwerk a evoluat considerabil odată cu acest album, prin melodiile clasice puternice.
În comparație cu ceilalți artiști ai vremii, acest sunet a fost unic.
Melodia de deschidere a albumului, "Europa Endlos", pune un lung accent romantic, nostalgic asupra culturii europene. Ideea producerii albumului a luat naștere, probabil, în urma unei cine a trupei cu jurnalistul Paul Alessandrini la restaurantul Le Train Bleu - un loc clasic situat lângă stația Gare de Lyon din Paris, locul de final unde ajungeau toate trenurile care veneau din Europa Centralǎ.
Melodia care dă și titlul albumului, este o fuziune impresionantă a ritmului percuțiilor electronice și a unui sunet puternic, combinate cu versuri bine gândite (în urma performanțelor multiple ale acestei melodii, s-a constatat că ea derivă din "Ruckzuck", melodia de deschidere a primului album Kraftwerk).

## Lista melodiilor
1. Europa Endlos / Nesfârșitul Europei - 9:41
2. Spiegelsaal / Arena Oglinzilor - 7:56
3. Schaufensterpuppen / Manechinii - 6:17
4. Trans-Europa Express / Expresul Trans-European - 6:36
5. Metall auf Metall / Metal pe Metal - 1:46
6. Abzug - 5:18
7. Franz Schubert - 4:25
8. Endlos Endlos / Nesfârșit Nesfârșit - 0:45